# ГЕС Dàdùhébiān
ГЕС Dàdùhébiān (大渡河边水电站) — гідроелектростанція у центральній частині Китаю в провінції Сичуань. Знаходячись після ГЕС Xǐmǎgū (42 МВт), становить нижній ступінь каскаду на річці Nányāhé, правій притоці Дадухе, яка в свою чергу є правою притокою Міньцзян (впадає ліворуч до Янцзи). 
В межах проекту річку перекрили водозабірною спорудою, яка спрямовує ресурс до прокладеної по лівобережжю дериваційної траси довжиною понад 4 км, котра включає ділянки каналів, водоводів та тунелів. У підсумку вода надходить до машинного залу, де встановлене генераторне обладнання потужністю 60 МВт, яке використовує напір у 106 метрів.